# Arcuphantes pennatus
Arcuphantes pennatus là một loài nhện trong họ Linyphiidae.
Loài này thuộc chi Arcuphantes. Arcuphantes pennatus được Kap Yong Paik miêu tả năm 1983.